# Državna cesta D229
D229 je državna cesta u Hrvatskoj. Ukupna daljina iznosi 25,9 km.

## Naselja
- Mali Tabor
- Luka Poljanska
- Miljana
- Kumrovec